# الخرابة (يريم)

تعديل مصدري - تعديل

الخرابة محلة تابعة لقرية الساري، التابعة لعزلة بني مسلم بمديرية يريم إحدى مديريات محافظة إب في الجمهورية اليمنية.، بلغ تعداد سكانها 98 حسب تعداد اليمن لعام 2004.